# 石川幸子
石川 幸子（いしかわ さちこ、1978年8月18日 - ）は、愛媛県四国中央市出身の元バスケットボール選手である。ポジションはフォワード。178cm。「花の78年組」の一人。脱毛症により一時期スキンヘッドとなっていた。

## 来歴
新居浜商業高から指導していたコーチの転勤に伴って甲子園学院高に編入学。3年次のウィンターカップでは準優勝した。卒業後、1997年にシャンソン化粧品に入社。2003年に先発に定着した。
2004-05シーズンの5年ぶりとなるシャンソン優勝の原動力となる。
2005-06シーズンよりチームのキャプテンに就任し、レギュラーシーズン・プレーオフ全試合出場で連覇に貢献した。
2005年にはアジア選手権の日本代表にも選出されている。
2008年の北京オリンピック最終予選の代表候補にも選ばれている。
2009年春にシャンソンを退団。スペイン1部リーグのイビザ(Ibiza, イビサ島)に練習生として加入していたが、2010年2月17日にスペイン2部リーグのクラブ・CBコンケロに入団した
。日本人選手としてヨーロッパのリーグと正式契約をしたのは加藤貴子がイタリアリーグでプレーして以来となる2人目である。同年5月、チェコで9月に行われる女子バスケットボール世界選手権日本代表候補に追加招集された。最終メンバーに選出され6年ぶりとなる代表復帰を果たす。
2010年12月、中国女子バスケットボールリーグの雲南曲靖立得と契約。同リーグの日本人選手は花田有衣に次いで2人目。
2012年2月引退。
引退後は母親の実家がある岩手県北上市に在住。NPOフォルダ所属 バスケットボール指導。
2015年、日立ハイテク クーガーズのアシスタントコーチに就任。
2023年、山梨クィーンビーズヘッドコーチ就任。

## 経歴
- 新居浜商業 - 甲子園学院 - シャンソン化粧品（1997年〜2009年） - イビザ（練習生） - コンケロ(Conquero)（2010年）- 雲南

## プレースタイル
パワフルな攻防、安定したディフェンスを持ち味としている。